# جان برنن
جان برنن (انگلیسی: John J. Brennan؛ زادهٔ ۱ ژانویهٔ ۱۹۵۴) حسابدار و مدیر اجرایی اهل ایالات متحده آمریکا است، که هم‌اکنون بعنوان رئیس هیئت مدیره گروه ونگارد، همچنین رئیس هیئت مدیره سازمان تنظیم مقررات صنعت مالی فعالیت می‌کند. وی از اعضای هیئت مدیره شرکت جنرال الکتریک نیز می‌باشد.